# IC 1940
IC 1940 ist eine Balken-Spiralgalaxie vom Hubble-Typ SBab im Sternbild Pendeluhr am Südsternhimmel. Sie ist schätzungsweise 603 Millionen Lichtjahre von der Milchstraße entfernt und hat einen Durchmesser von etwa 160.000 Lj.

Im selben Himmelsareal befinden sich u. a. die Galaxien IC 1926, IC 1942, IC 1945, IC 1946.
Das Objekt wurde am 14. Oktober 1898 vom US-amerikanischen Astronomen DeLisle Stewart entdeckt.